# 荒川橋 (関越自動車道)
荒川橋（あらかわばし）は、埼玉県深谷市黒田と同市畠山の間の荒川に架かる関越自動車道の道路橋である。

## 概要
河口から88.8 kmの地点に位置する総延長532.448メートル、上下線とも総幅員15.4メートル、有効幅員13.75メートル、最大径間長65.5メートルの渡河区間8径間、陸上部2径間のPC連続箱桁橋（右岸側陸上部の2径間はRC連続床桁）である。渡河区間の低水路の箇所は3径間の連続箱桁橋を2連、高水敷の箇所は2径間の連続箱桁橋を1連で構成されている。路面は2パーセントの横断勾配、0.5566パーセントの縦断勾配が直線的につけられている。橋軸の斜角が河川の河道に対してほぼ直角になっている。橋の前後は築堤により接続されている。また、埼玉県の第一次特定緊急輸送道路に指定されている。管理者は東日本高速道路である。高速自動車国道の橋梁ゆえに歩行者の通行を前提としていないため、路肩はあるが歩道などの設備は有していない。

### 諸元
- 橋格 - 1等橋（TL-20、TT-43）[6]
- 形式 - プレストレスト・コンクリート道路橋
- 橋長 - 532.448 m
- 最大支間長 - 65.500 m（16.739 m +16.650 m +50.850 m ×2 +65.500 m ×3 +65.500 m ×3）
- 総幅員 - 15.400 m ×2
- 有効幅員 - 13.750 m ×2（設計6車線）
- 基礎 - 直接基礎[3]
- 着工 - 1975年（昭和50年）12月（上部工）
- 竣工 - 1978年（昭和53年）[1]
- 開通 - 1980年（昭和55年）7月17日

## 橋の建設
橋種の選定は施工性と経済性の他、走行性が考慮され、基礎条件が第三紀層に属する砂岩・泥岩層からなり、地質が良好なことから直接基礎を用いたPC連続箱桁橋が採用された。
当橋梁は関越自動車道の前橋インターチェンジまでの延伸工事において、工事の資材運搬に供するため他の区間の工事に先行して工事が行われ、橋梁の下部工（橋台、橋脚）は1974年（昭和49年）に竣工した。橋脚の基礎である橋脚フーチングにおいての天端高は、最低河床高に対して2.0メートルとした。
橋梁の上部工の施工は1975年（昭和50年）12月開始され、20ヶ月の工期を要して1977年（昭和52年）8月完成した。施工はピーエスコンクリート（現日本ピーエス）およびオリエンタルコンクリート（現オリエンタル白石）共同企業体が行なった。高水敷の2径間連続箱桁（3主桁2室）はフレシネー工法が採用され、全支持工（仮設の支柱）を使用した場所打ち工法により架設された。また、低水路の3径間連続箱桁（3主桁2室）はディビダーク工法が採用され、ワーゲン（移動式作業車）を使用した片持ち梁施工により架設された。

## 開通後の運用
橋の完成後は開通前までに走行試験が行われ、それに伴い発生する低周波空気振動による環境への影響調査が行われた。また、開通当初は内側2車線分をゼブラゾーンで規制され、暫定4車線で運用された。1994年（平成6年）3月30日に6車線化が行われている。
1999年（平成11年）11月、橋の耐震補強工事が実施された。2005年（平成17年）10月1日に日本道路公団の民営化により、東日本高速道路（NEXCO東日本）に継承された。
開通当時は花園町と川本町を結ぶ橋であったが、2006年（平成18年）1月1日の市町村合併（平成の大合併）により両岸とも深谷市となった。
渋滞緩和を目的に北側に隣接するインターチェンジに付随する加速車線および減速車線の延伸に伴い、2016年（平成28年）より橋の拡幅工事が実施され、2018年（平成30年）8月9日より上り車線の供用を開始、同年12月14日より下り車線の供用を開始した。

## 周辺

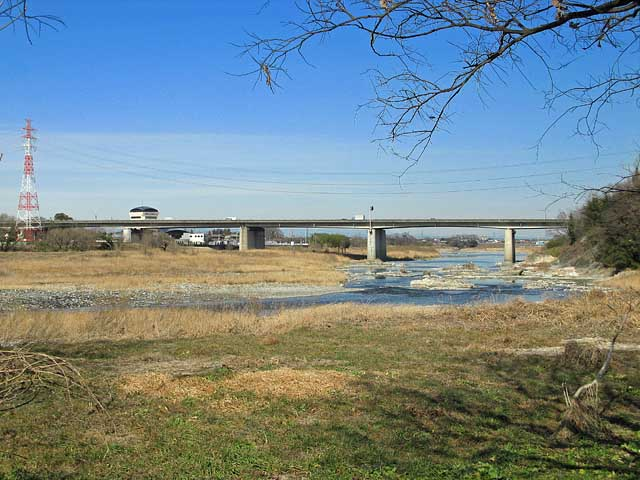
上流側より望む荒川と荒川橋（2013年2月）

周辺は主に農地であるが、アイリスオーヤマなどの工場が上流側に点在している他、右岸側近傍の国道140号バイパス沿いの花園インターチェンジから道の駅はなぞのにかけてロードサイド店舗街が形成されている。その花園インターチェンジ周辺はサグ部であり渋滞が発生し易いため、その対策が講じられている。付近の荒川には埼玉県の指定天然記念物に指定された「青岩礫岩」が当橋の上流側にある。
下流側に1938年（昭和13年）頃まで「黒田の渡し」が存在し、また、直ぐ上流側に鎌倉街道上道の渡河地点に位置する川越岩があり、1947年（昭和22年）頃まで「赤浜の渡し」が存在した。
- 花園インターチェンジ
- 秩父鉄道秩父本線ふかや花園駅
- 埼玉県トラック総合教育センター
- 汚泥再生処理センター
  - 男衾クリーン広場[16]
- 本畠揚水機場
- 畠山重忠史跡公園
- 黒田古墳群
- 新吉野川 - 荒川の支流
- 吉野川 - 同上

## 風景

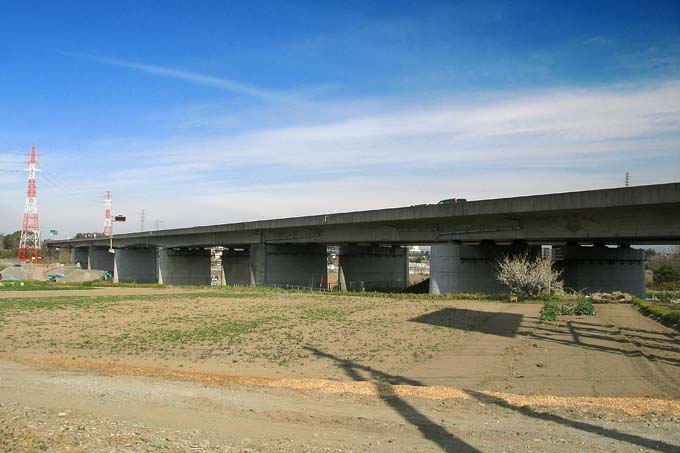
左岸上流側より
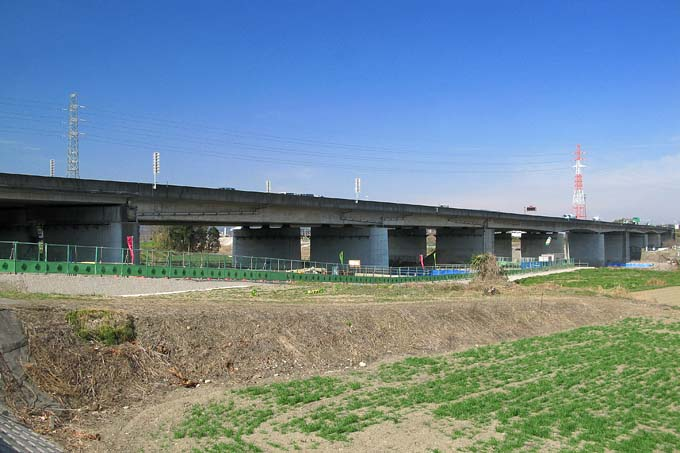
左岸下流側より

## 隣の橋
- 荒川

（上流） - 玉淀大橋 - 花園橋 - 荒川橋 - 重忠橋 - 荒川第二水管橋 - （下流）